# 泰亚诺
泰亚诺（義大利語：Teano），是意大利卡塞塔省的一个市镇。总面积88平方公里，人口12599人，人口密度143.2人/平方公里（2009年）。ISTAT代码为061091。